# Tetraedrski graf
Tetraedrski graf je v teoriji grafov poliedrski graf – graf oglišč in robov tetraedra. Ima 4 točke, ki odgovarjajo ogliščem telesa, in 6 povezav, ki odgovarjajo njegovim robovom. Je kubični platonski graf, razdaljnoregularen, krepkoregularen, razdaljnoprehoden, 3-točkovnopovezan, točkovnoprehoden, povezavnoprehoden in celoštevilski. Je posebni primer polnega grafa K4 in kolesa W4.
| 3-tera simetrija |